# 2012 à la télévision
| Années de la télévision : 2009 - 2010 - 2011 - 2012 - 2013 - 2014 - 2015    |
| Décennies de la télévision : 1980 - 1990 - 2000 - 2010 - 2020 - 2030 - 2040 |

 (mai 2025).
Si vous disposez d'ouvrages ou d'articles de référence ou si vous connaissez des sites web de qualité traitant du thème abordé ici, merci de compléter l'article en donnant les références utiles à sa vérifiabilité et en les liant à la section « Notes et références ».
Cet article présente les faits marquants de l'année 2012 à la télévision.

## Événements
- Avril, mai et décembre : arrêt de la chaine TPS Star (progressif suivant les opérateurs).
- 26 mai : grande finale du Concours Eurovision de la chanson, se déroulant à Bakou, en Azerbaïdjan.
- 31 mai : disparition (arrêt) de la chaîne CFoot.
- 30 juin : arrêt de la chaîne Orange Sport Info.
- Du 28 juillet au 12 août : diffusion des Jeux olympiques d'été de 2012 de Londres au Royaume-Uni. 220 heures de direct sur les différentes chaînes de France Télévisions sont prévues[1].
- 31 juillet : fermeture des rediffuseurs analogiques de la Société Radio-Canada.
- Juillet : Tour de France 2012.
- Du 12 au 16 septembre : 14e Festival de la fiction TV de La Rochelle.
- 18 septembre : lancement de la chaîne Sport365.
- 7 octobre : lancement par le Groupe Canal+ des chaînes D8 et de D17 qui succèdent à Direct 8 et Direct Star.
- 19 octobre : début de la série télévisée philippine Temptation of Wife.
- 13 novembre : changement de logo de La Chaîne Météo.
- Du 21 novembre au 21 décembre : lancement de la chaîne de la Fin du Monde by Syfy.
- Du 7 décembre au 9 décembre diffusion du Téléthon sur France télévision.
- 8 décembre : Élection de Miss France 2013.
- 12 décembre : lancement sur la TNT HD de 6 chaînes : Chérie 25, HD1, 6ter, Numéro 23, L'Équipe 21 et RMC Découverte.
- 21 décembre : programmation spéciale fin du monde sur Arte de 13h jusqu'à minuit, avec des courts métrages et des documentaires sur la fin du monde selon le calendrier maya. Programmation spéciale également sur France 4 à partir de 20h45, et sur M6 le 18 décembre à partir de 20h50.

## Émissions
- 25 février : Lancement de la toute nouvelle émission : The Voice : la plus belle voix sur TF1.
- 14 mai : Lancement de la nouvelle émission : L'Inventeur 2012 sur M6.
- 25 mai : Lancement de la saison 6 de Secret Story sur TF1.
- 9 juillet : Lancement d'Au pied du mur ! sur TF1.
- 13 juillet : Dernière émission de Morandini ! sur Direct 8.
- 23 août : Lancement de la saison 3 de MasterChef sur TF1.
- 17 septembre :
  - Lancement du nouveau jeu Volte Face sur France 2.
  - Lancement du divertissement d'humour Roumanoff et les garçons sur France 2.
- 6 octobre : 
  - Lancement de la toute nouvelle émission : ONDAR Show sur France 2.
  - Lancement de la saison 3 de Danse avec les stars.
- 10 octobre : Les 100 plus grands... passe de TF1 à TMC.
- 12 octobre : L'émission Roumanoff et les garçons initialement quotidienne devient hebdomadaire (France 2).
- 22 octobre : Lancement de la toute nouvelle émission : Amazing Race sur D8.
- 23 octobre : Lancement d'une nouvelle saison de La France a un incroyable talent sur M6.
- 31 octobre : Lancement de La Parenthèse inattendue sur France 2.
- 2 novembre : 
  - Lancement de la saison 12 de Koh-Lanta sur TF1.
  - Lancement de la saison 2 de Qui veut épouser mon fils ? sur TF1.
  - Dernière diffusion de Volte Face sur France 2.
- 1er décembre : Arrêt de l'hebdomadaire de Roumanoff et les garçons de France 2.
- 6 décembre : Lancement de la saison 9 de Star Academy sur NRJ 12.
- 11 décembre : Lancement de la saison 9 de Nouvelle Star sur D8.
- 25 décembre : Dernière diffusion de l'émission Ushuaïa Nature sur TF1.

## Séries télévisées
- Diffusion de la saison 2 de Teen Wolf sur MTV l'originale.
- Diffusion de la huitième et dernière saison de Desperate Housewives sur M6.
- Diffusion de la saison 3 de Haven.
- Diffusion de la saison 2 Glee  sur W9.
- Diffusion de la saison 3 Glee sur Orange Ciné Happy.
- Diffusion de la 5e et dernière saison de Chuck sur NBC.
- Diffusion de la saison 4 de Nick Cutter et les Portes du temps.
- Diffusion de la saison 1 de Anubis sur Nickelodeon.
- Diffusion de la saison 1 de Smash sur TF1.
- Diffusion de la saison 4 de Mentalist sur TF1.
- Diffusion de la saison 1 de Métal Hurlant Chronicles sur France 4.
- Diffusion des quatre épisodes de la série Les Piliers de la terre sur France 4.
- Diffusion de la saison 4 de Castle sur France 2.
- Diffusion de la saison 2 de XIII : La Série sur Canal+.
- Diffusion de la saison 5 de Fais pas ci, fais pas ça sur France 2.
- Diffusion de la saison 6 de Doctor Who sur France 4
- Diffusion de la saison 4 de Californication sur M6.
- Diffusion de la saison 1 de No Limit sur TF1.
- Diffusion de la saison 1 de Prime Suspect sur Canal+.
- Diffusion de la saison 1 de Kaboul Kitchen sur Canal+.
- Diffusion de la saison 7 de Bones sur M6.
- Diffusion de la saison 6 de FBI : Portés disparus sur France 4.
- Diffusion de la saison 1 et 2 de Braquo sur D8.
- Diffusion de la saison 1 de Main courante sur France 2.
- Diffusion de la saison 9 de NCIS : Enquêtes spéciales sur M6.
- Diffusion de la saison 1 de Once Upon A Time sur M6.
- Diffusion de la saison 5 de Supernatural sur M6.
- Diffusion de la saison 4 de Star Wars: The Clone Wars sur W9.
- Diffusion de la saison 2 de Game of Thrones sur OCS Choc.
- Diffusion de la première et unique saison de la série Terra Nova sur M6 puis sur W9.
- Diffusion de la saison 5 de Californication sur M6.
- Diffusion de la saison 1 de Boardwalk Empire sur Paris Première.
- Diffusion de la saison 3 de Drop Dead Diva sur Téva.
- Diffusion de la saison 1 de Nikita sur TF1 et NT1.
- Retour de la série évènement Dallas sur la chaîne câblé américaine TNT.

## Musique
- Le 25 février : TF1 lance un nouveau programme autour de la chanson : The Voice : la plus belle voix présenté par Nikos Aliagas.
- Le 3 mars : France 2 retransmet les Victoires de la musique présentée par Alessandra Sublet.
- Le 26 mai : Diffusion de l'Eurovision sur France 3.
- Le 21 juin : France 2 retransmet la Fête de la musique présenté par Nagui.
- Le 10 novembre : Canal+ diffuse La musicale spéciale présentée par Emma de Caunes, et en présence de Benjamin Biolay, Olivia Ruiz, Stephan Eicher, Lou Doillon, Lescop, Mathieu Boogaerts, Arno, -M-.
- Le 13 novembre : Pour la deuxième fois France 2 diffuse La Grande Battle présentée par Nagui et Jean-François Zygel.
- Le 6 décembre : NRJ 12 lance la 9e saison de Star Académy.

## Distinctions
- 28 janvier : La série Kaboul Kitchen reçoit le prix du meilleur scénario et le FIPA d'or lors de la 25e cérémonie du Festival international des programmes audiovisuels de Biarritz.

## Décès
- 27 mars : Jean Offredo, journaliste et écrivain français d'origine polonaise (° 14 septembre 1944).
- 14 avril : Pierre Sainderichin, journaliste français (° 23 mars 1918).
- 2 juin : 
  - Kathryn Joosten, actrice américaine (° 20 décembre 1939).
- Richard Dawson, acteur américain né au Royaume-Uni (Caporal Peter Newkirk dans la série Papa Schultz) (° 20 novembre 1932).
- 7 juillet : Mouss Diouf, acteur franco-sénégalais (° 28 octobre 1964).
- 8 juillet : Ernest Borgnine, acteur américain (° 24 janvier 1917).
- 7 août : Michel Polac, journaliste de presse, de télévision et de radio, producteur, écrivain, critique littéraire et cinéaste français (° 10 avril 1930).
- 19 août : Tony Scott, réalisateur, producteur, producteur délégué, directeur de la photographie, monteur et acteur britannique (° 1er janvier 1944) [2].
- 23 août : Jean-Luc Delarue, animateur et producteur de télévision français, spécialisé dans les émissions de télévision de type débat télévisé français (° 24 juin 1964)[3]
- 3 septembre : Michael Clarke Duncan, acteur américain (° 10 décembre 1957)[4]
- 15 septembre : Pierre Mondy, (Pierre Cuq), acteur français (° 10 février 1925).
- 17 octobre : Sylvia Kristel, actrice et mannequin néerlandaise (° 28 septembre 1952)
- 23 novembre : Larry Hagman, acteur, réalisateur et producteur américain (° 21 septembre 1931)
- 9 décembre : Patrick Moore, astronome amateur et présentateur de télévision britannique (° 4 mars 1923).